# Cementownia Grodziec
Cementownia Grodziec – cementownia mieszcząca się w Grodźcu (dzielnicy Będzina). Została uruchomiona w 1857 roku.

## Historia
Była to fabryka cementu portlandzkiego. Właścicielem był Jan Ciechanowski, a pierwszym dyrektorem był inż. Emil Konarzewski, który prowadził zakład przez 20 lat. Stanisław Ciechanowski, syn Jana, wydzierżawił, a w 1925 roku sprzedał Cementownię koncernowi belgijskiemu Solvay. Koncern Solvay prowadził rozbudowę zakładu aż do 1939 roku. Równolegle z rozwojem Cementowni nastąpiła ogólna poprawa sytuacji materialnej załogi, wybudowano mieszkania i inne obiekty socjalne.
Przez długi czas pod cementownią utrzymywano filar oporowy w zalegającym pod tym obiektem pokładzie węgla o grubości 1,8 m. Na skutek wyeksploatowania go przez Kopalnię „Grodziec”, nastąpiły nieodwracalne szkody w obiekcie cementowni i 31 lipca 1979 roku wstrzymana została działalność produkcyjna zakładu.
Decyzją Śląskiego Wojewódzkiego Konserwatora Zabytków w Katowicach z 19 lutego 2021, uzupełnioną postanowieniem z 25 lutego 2021, do rejestru zabytków (nr rej. A/763/2021) wpisano zespół zabudowy Cementowni „Grodziec” wraz z tradycyjną nazwą zabytku „Cementownia Grodziec”, w skład którego wchodzą:
- budynek zbiorników szlamowych,
- 5 silosów, połączonych pomostem transportera cementu, wraz z „wieżą konwojera” – konstrukcją elewatorów cementu, przylegającą od strony zachodniej do silosa nr II (licząc od zachodu)[2].

## Produkcja cementu w zakładzie
- 1884 – 11 200 t
- 1893 – 19 200 t
- 1914 – 54 000 t
- 1940 – 183 000 t
- 1955 – 382 000 t

## Mecenat cementowni
Cementownia Grodziec sponsorowała:
- Klub Tenisowy w Grodźcu (powst. w latach 20. XX wieku)
- Klub Sportowy „Solvay” Grodziec (powst. 1929/1930–1939)
- ZKS „Budowlani” Grodziec (powst. po 1945–1979)

## Galeria

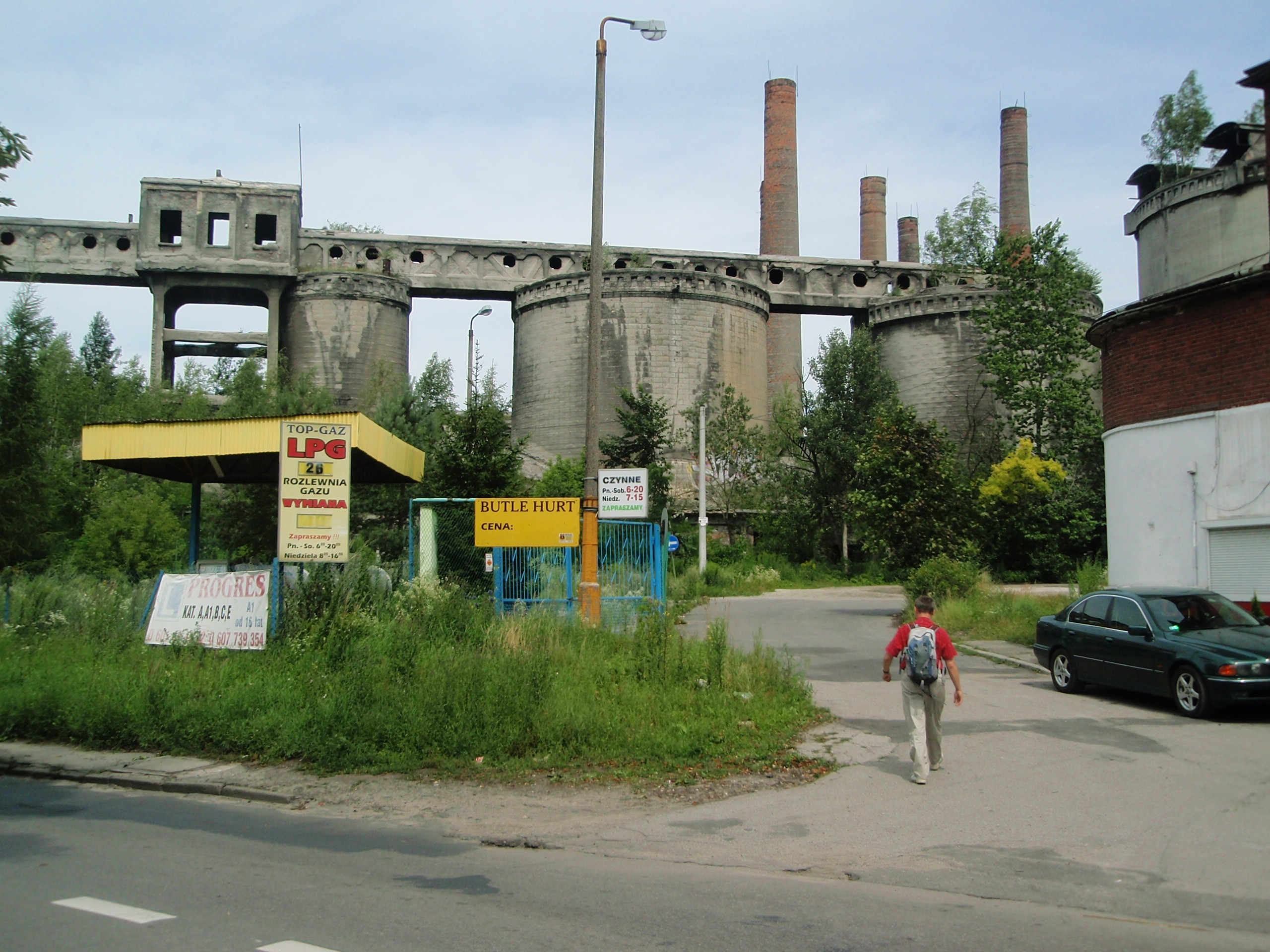
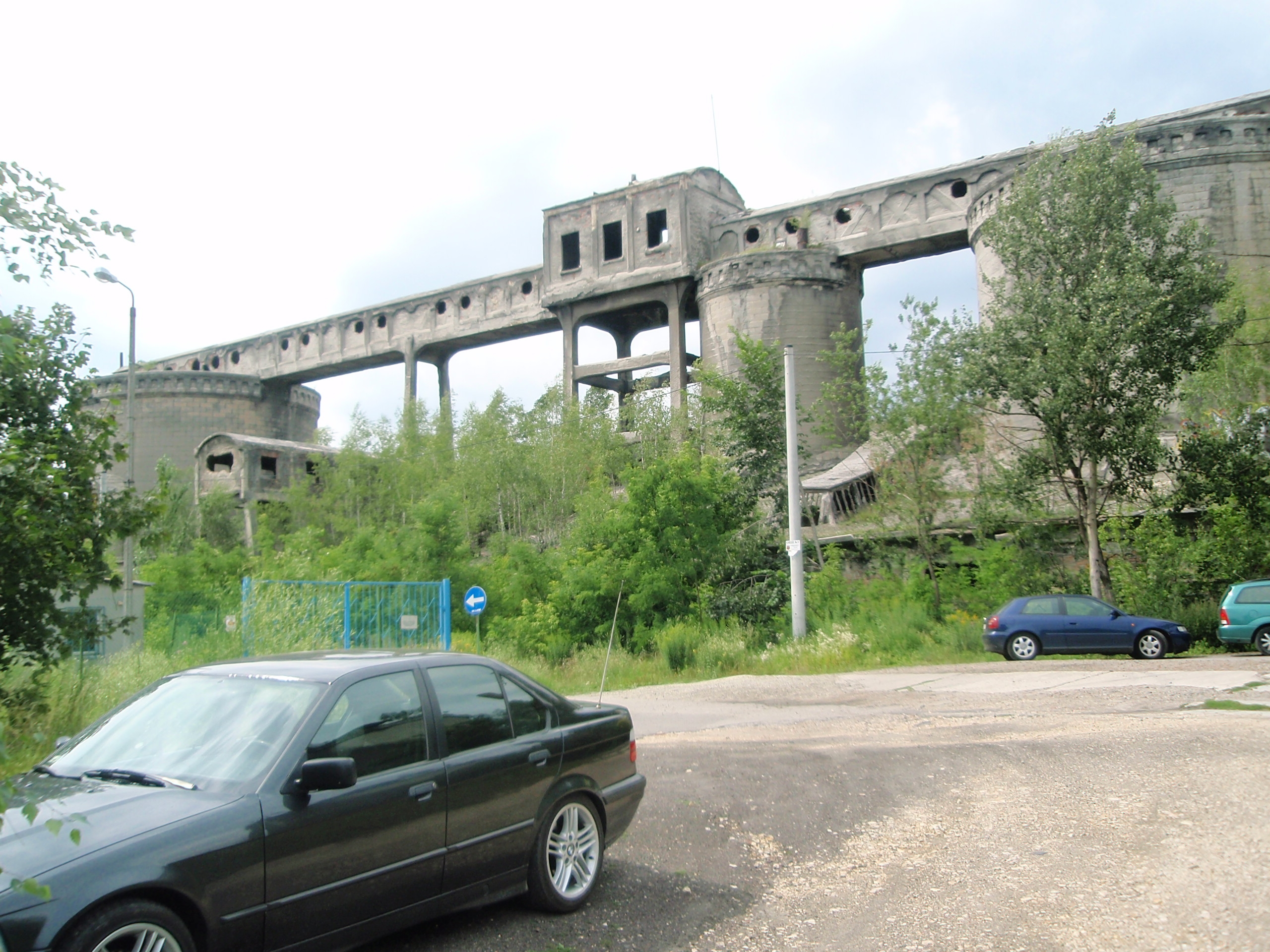
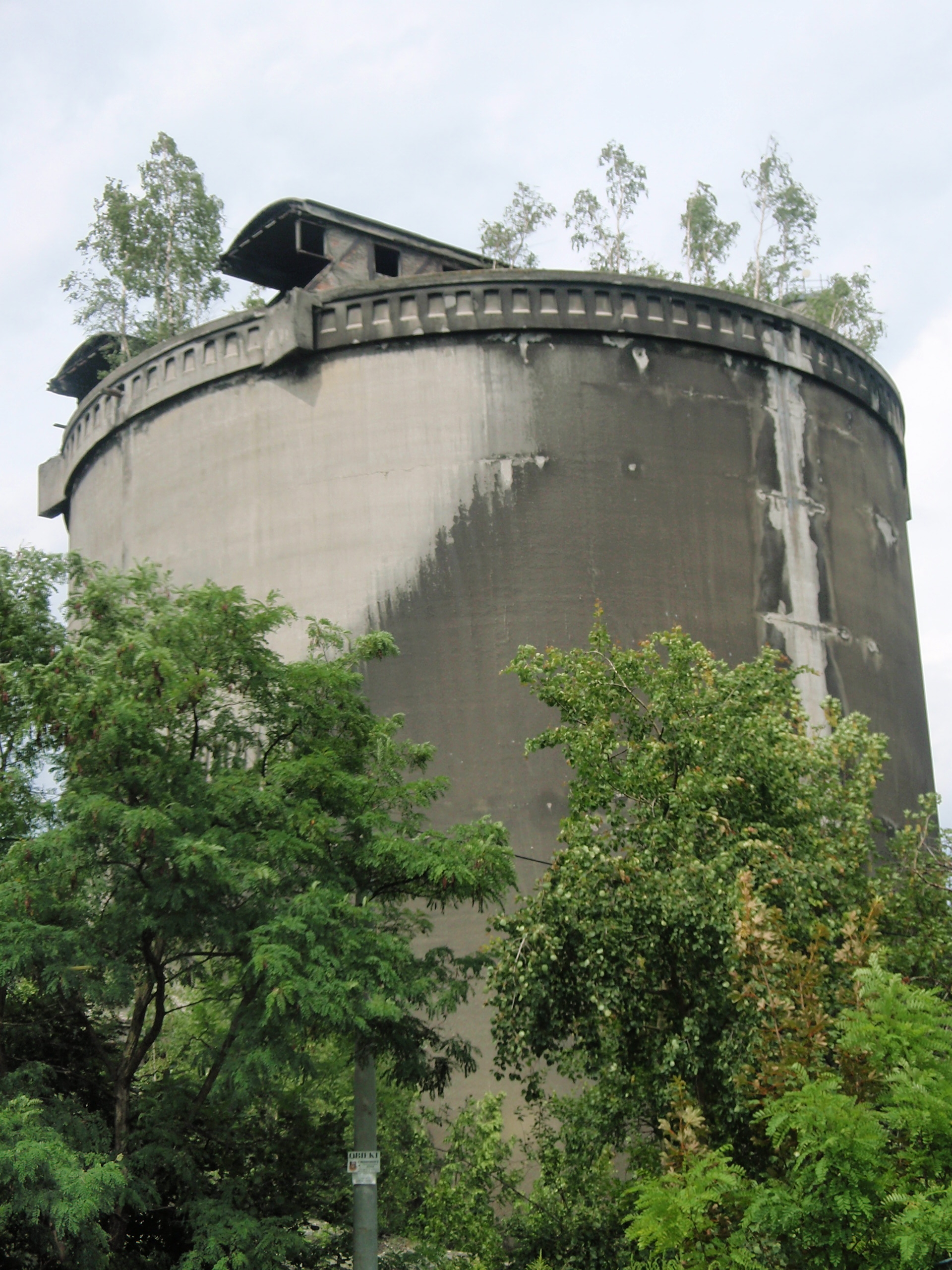
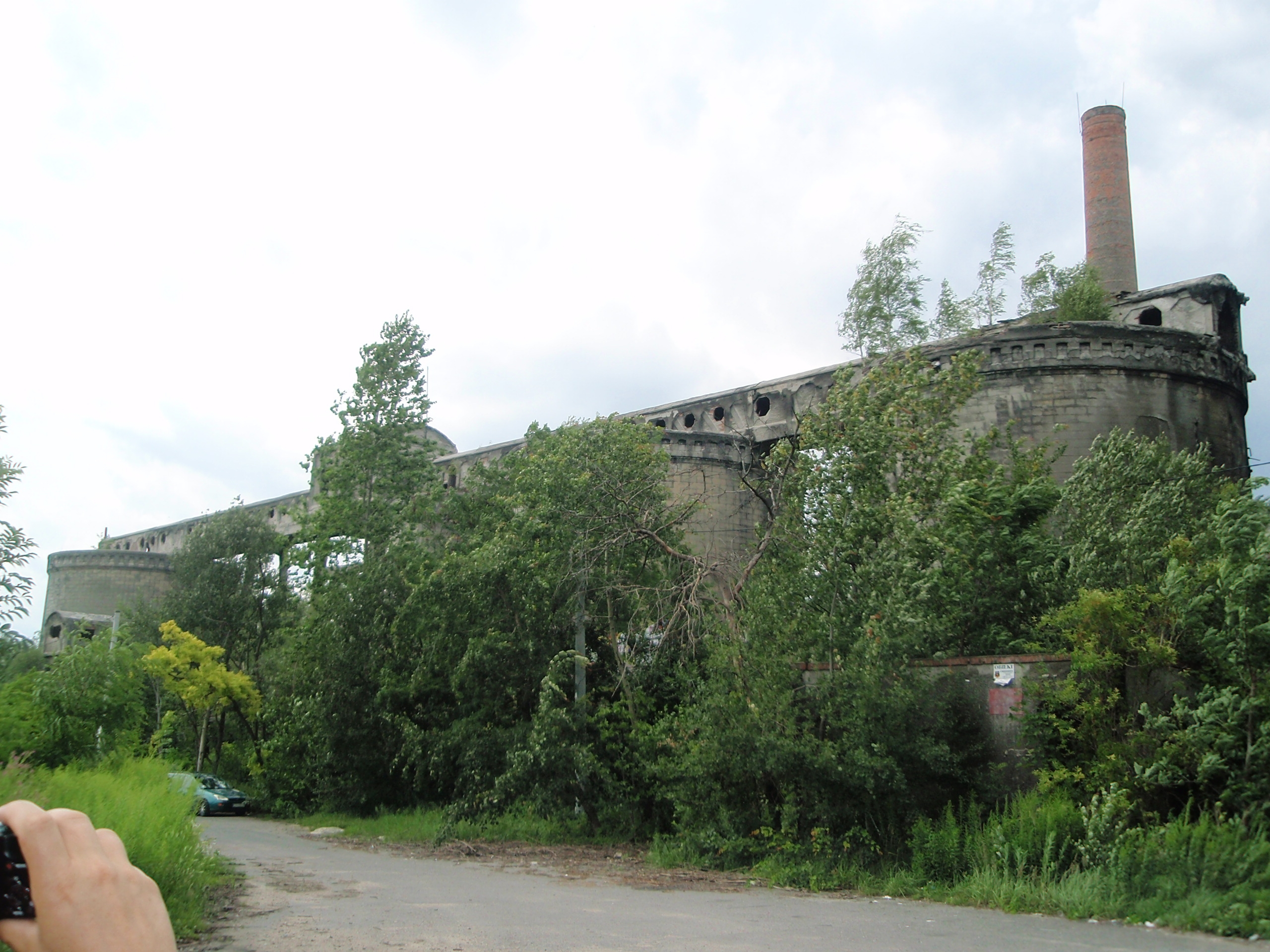
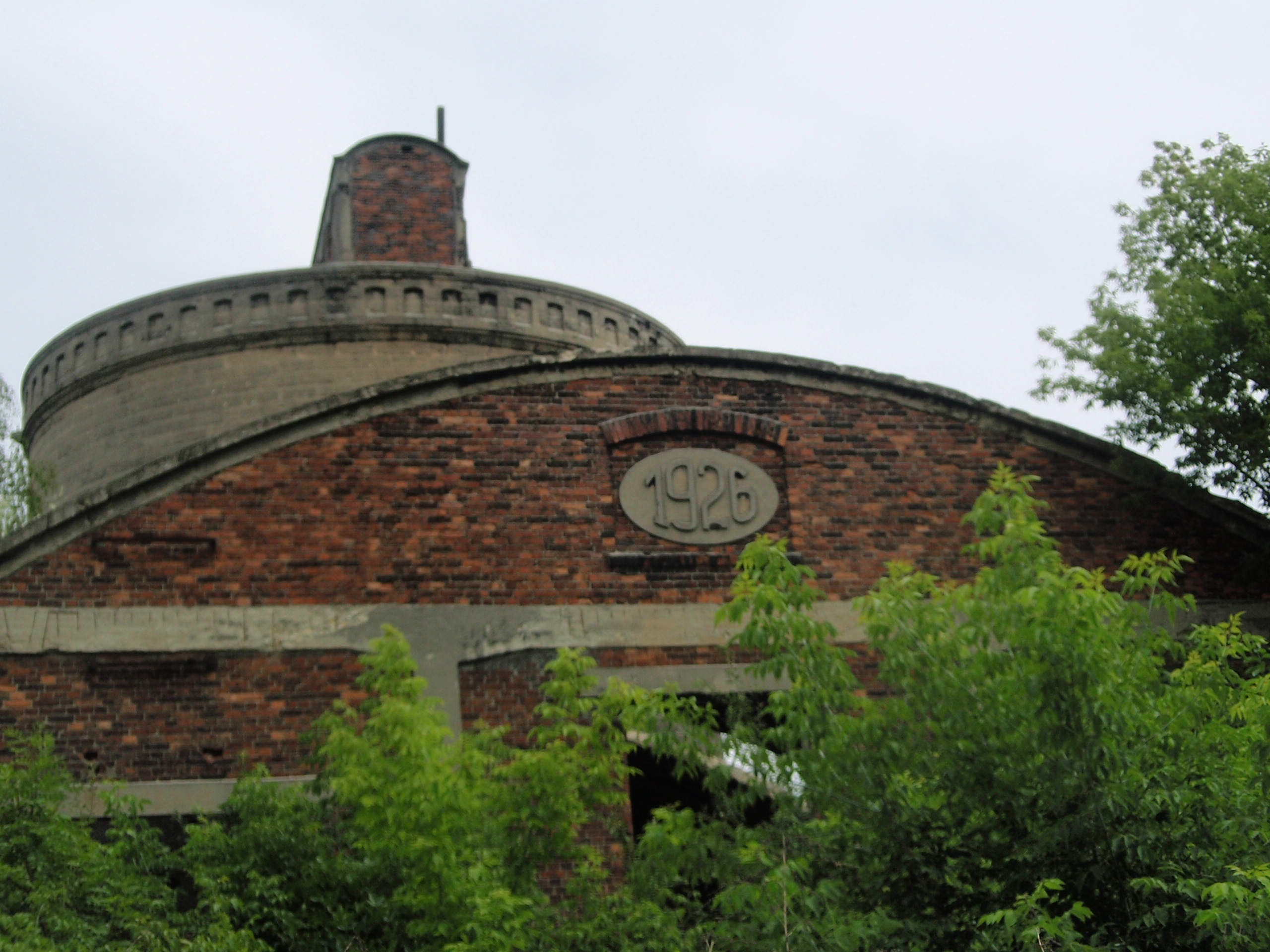
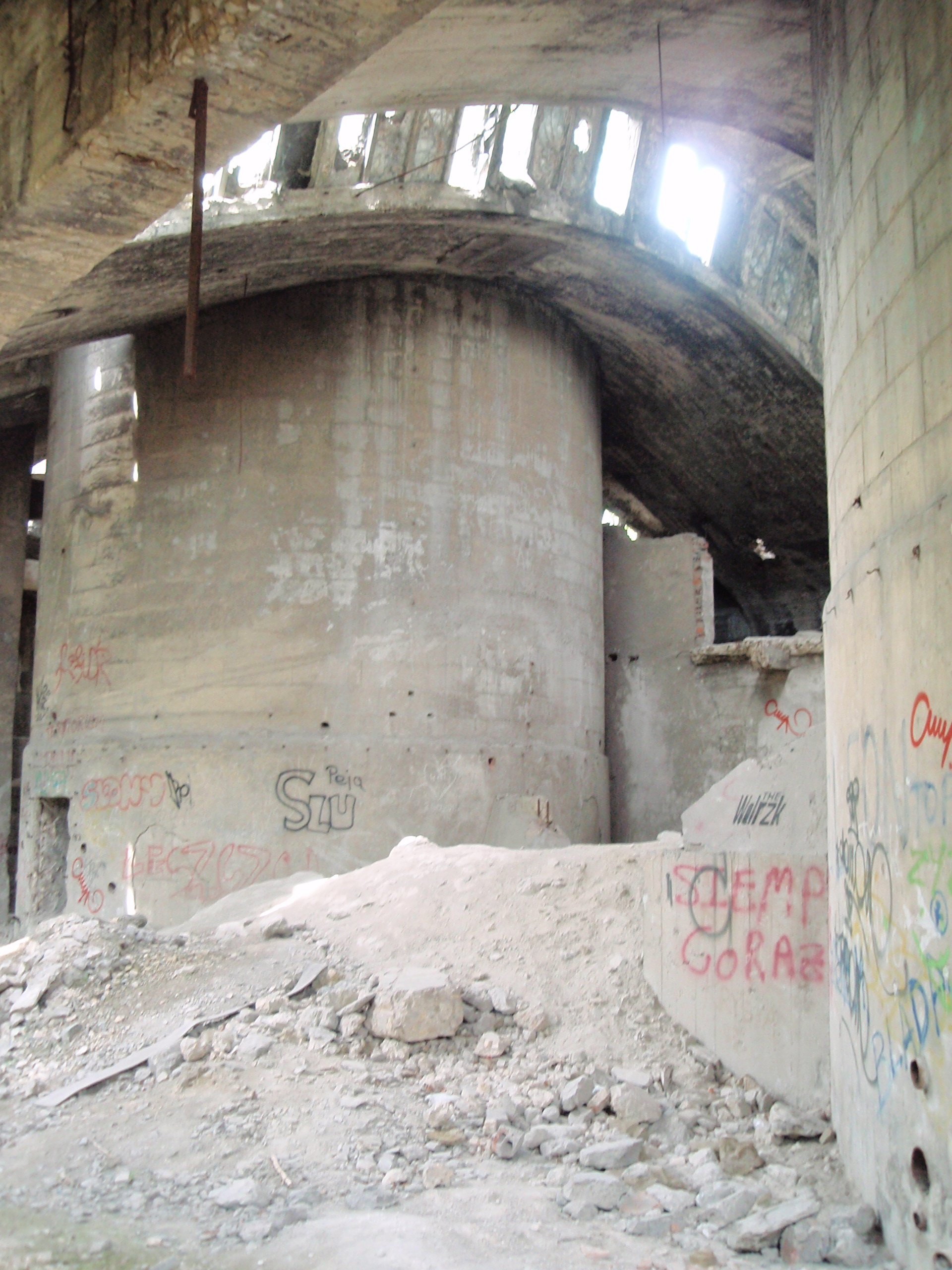
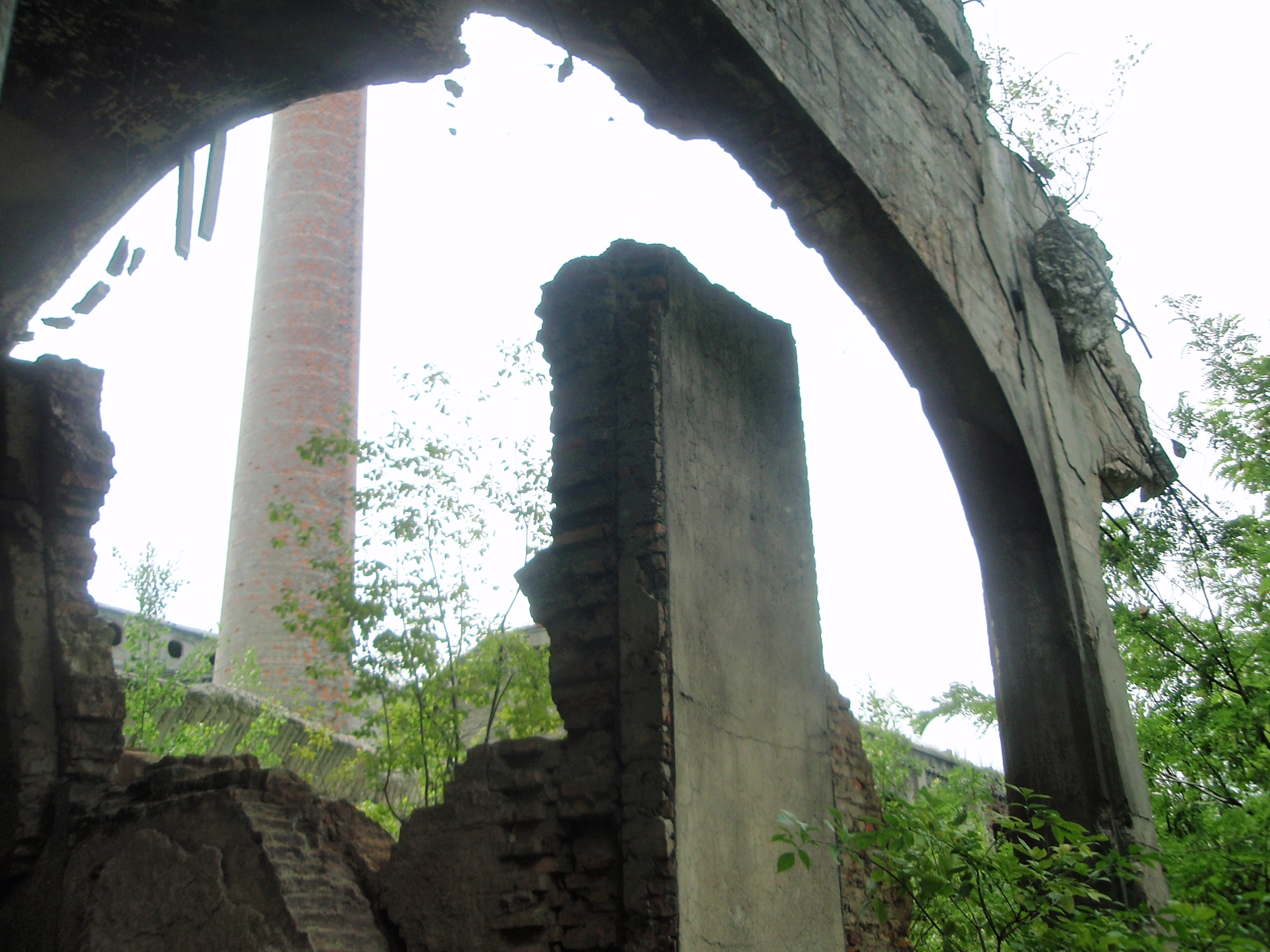
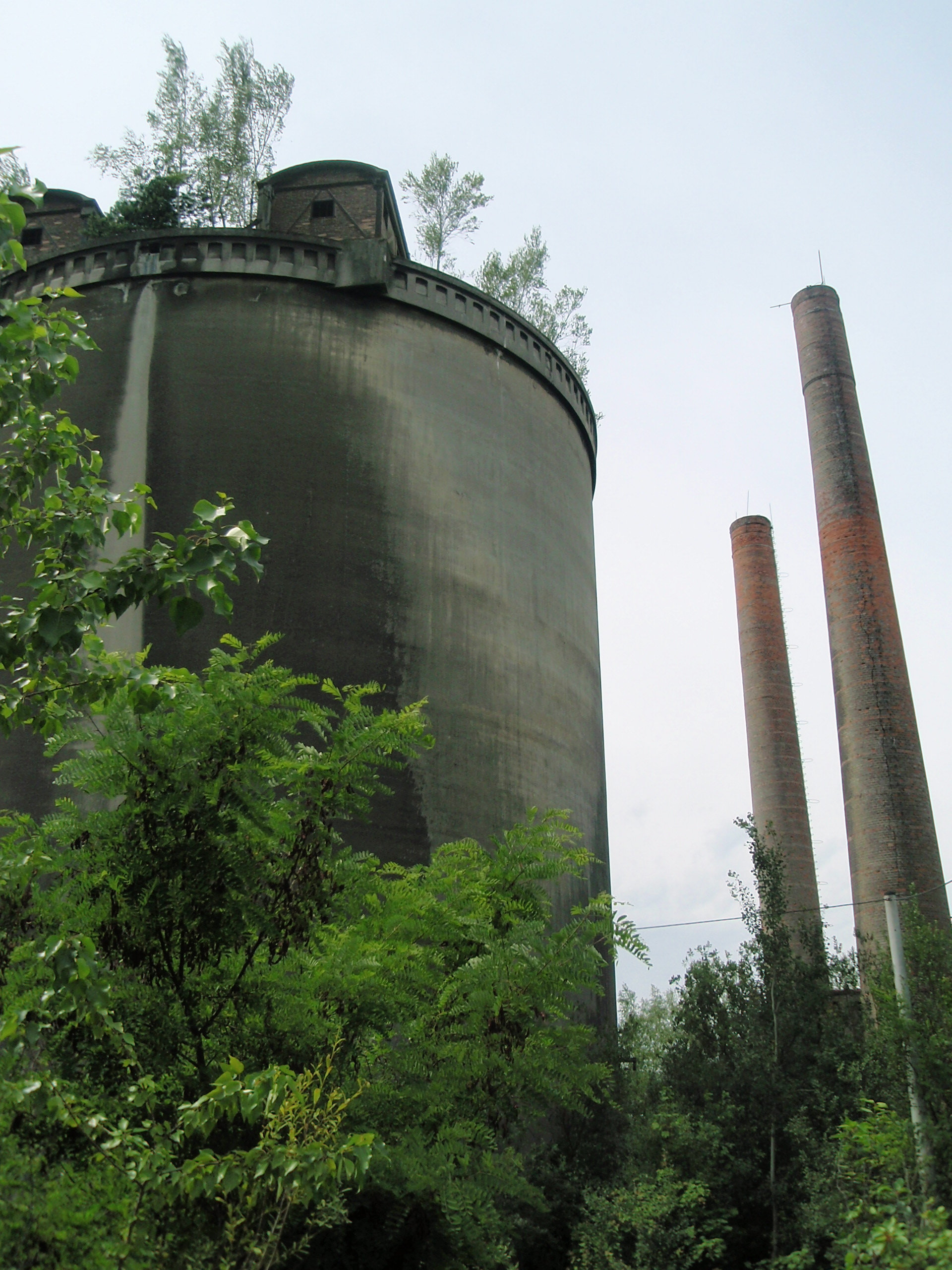
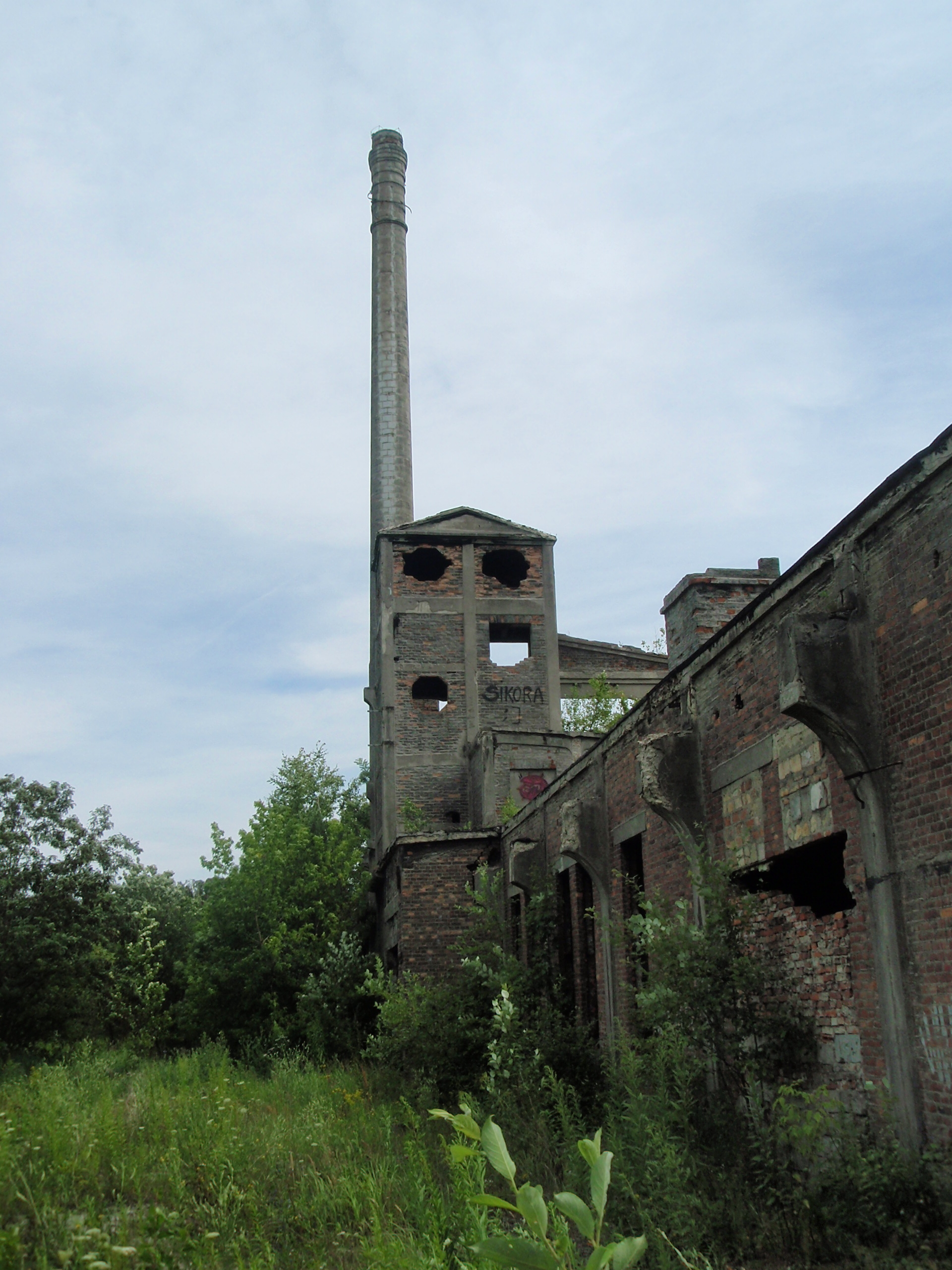
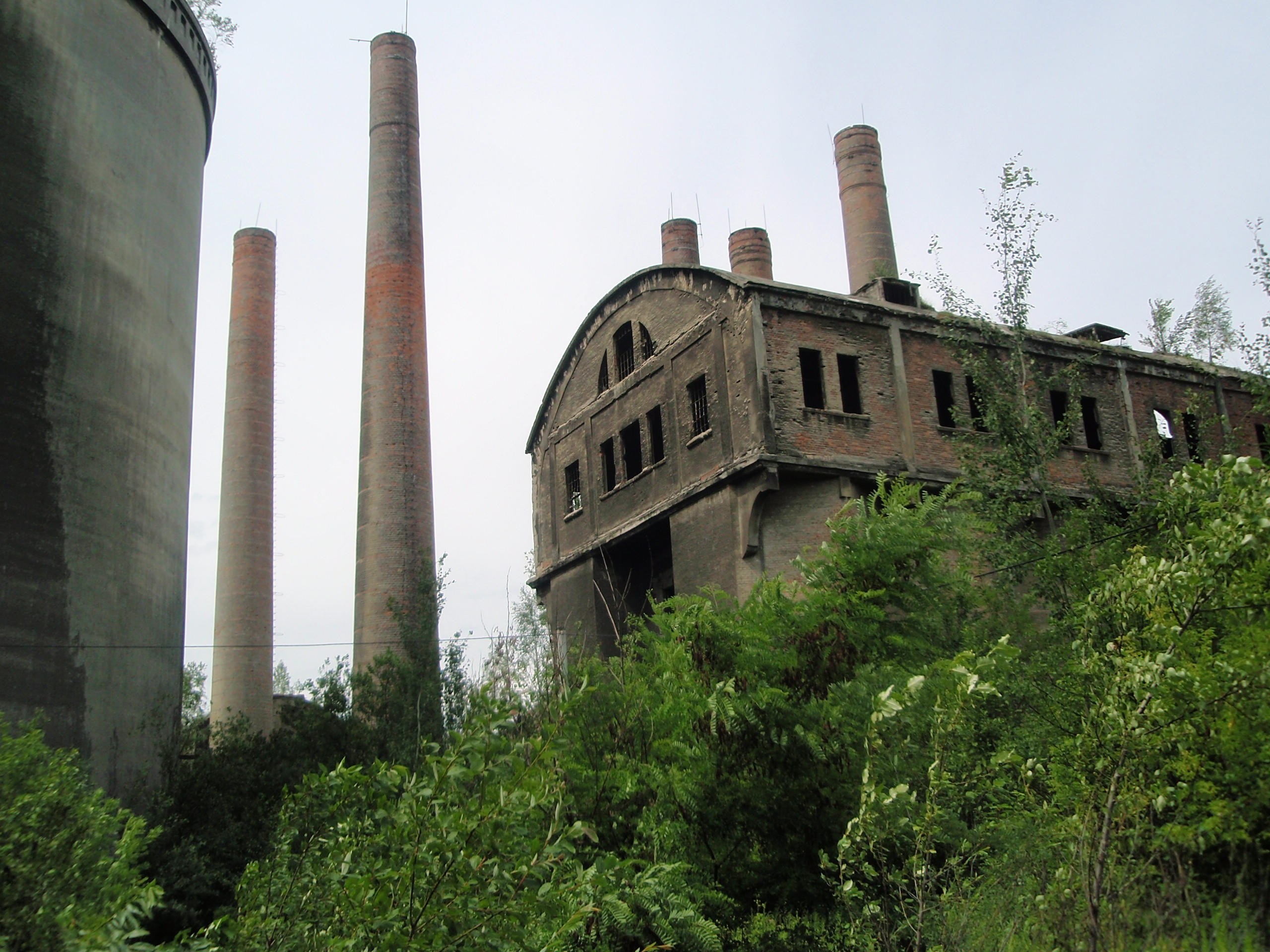
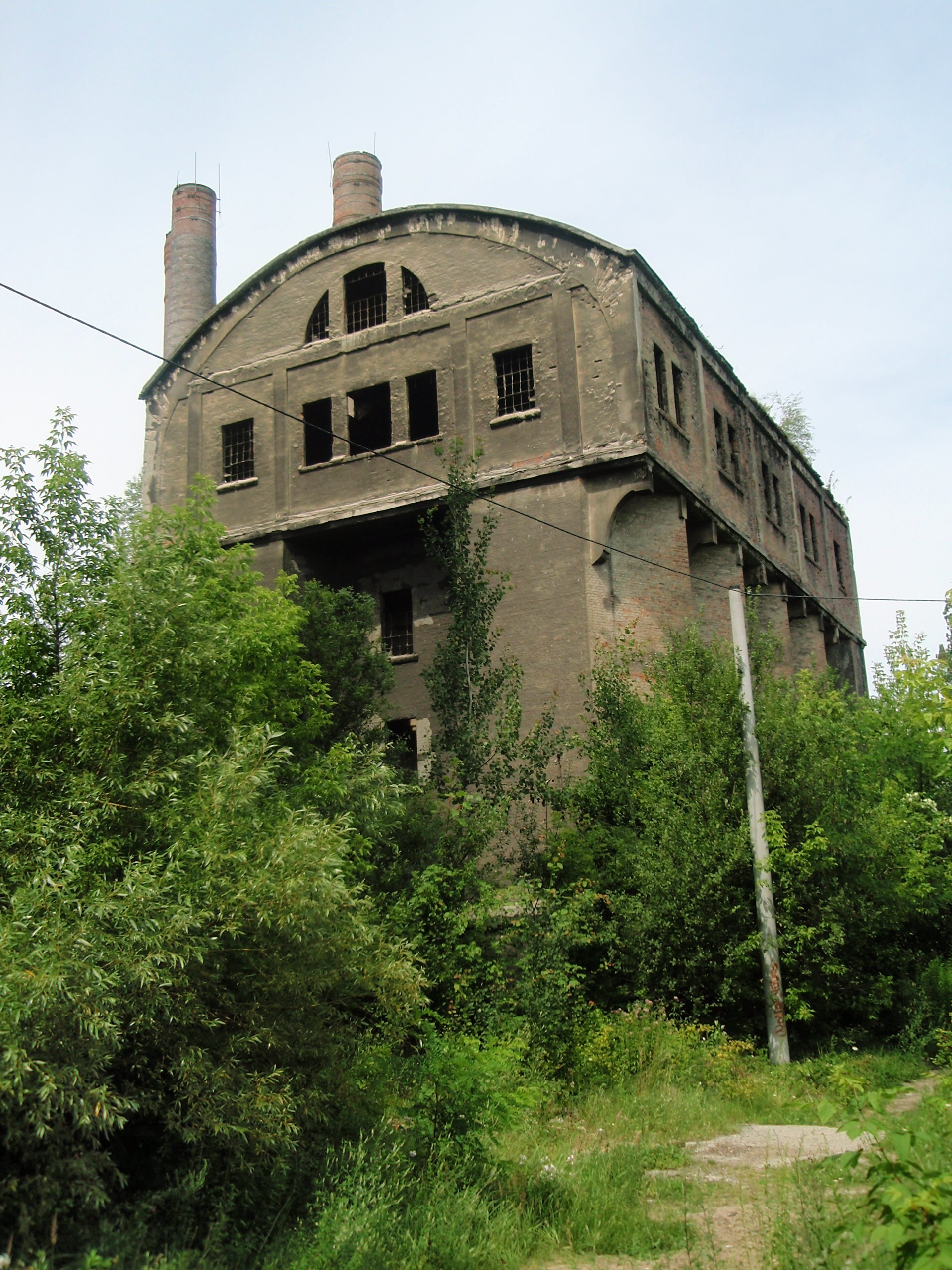
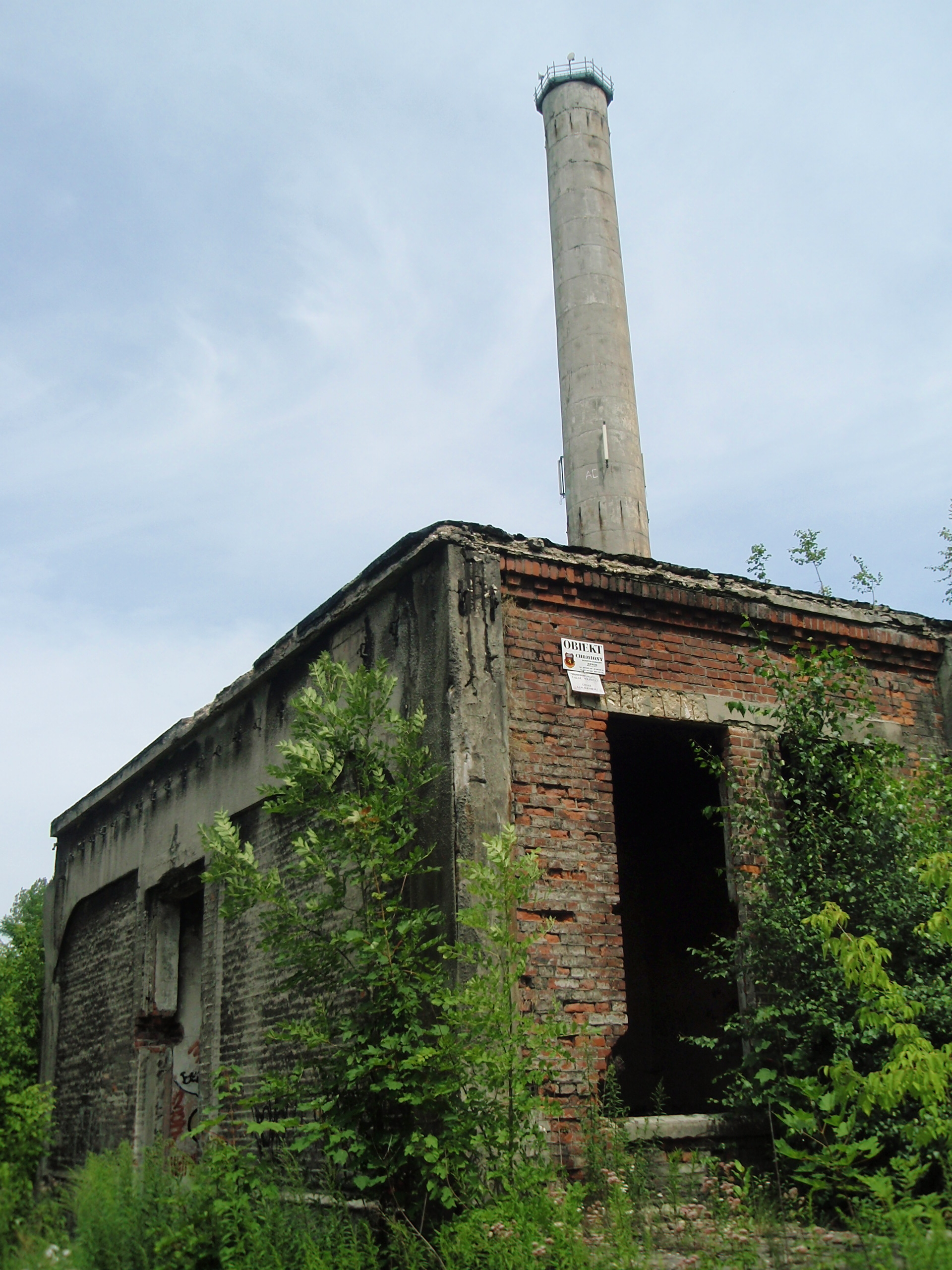
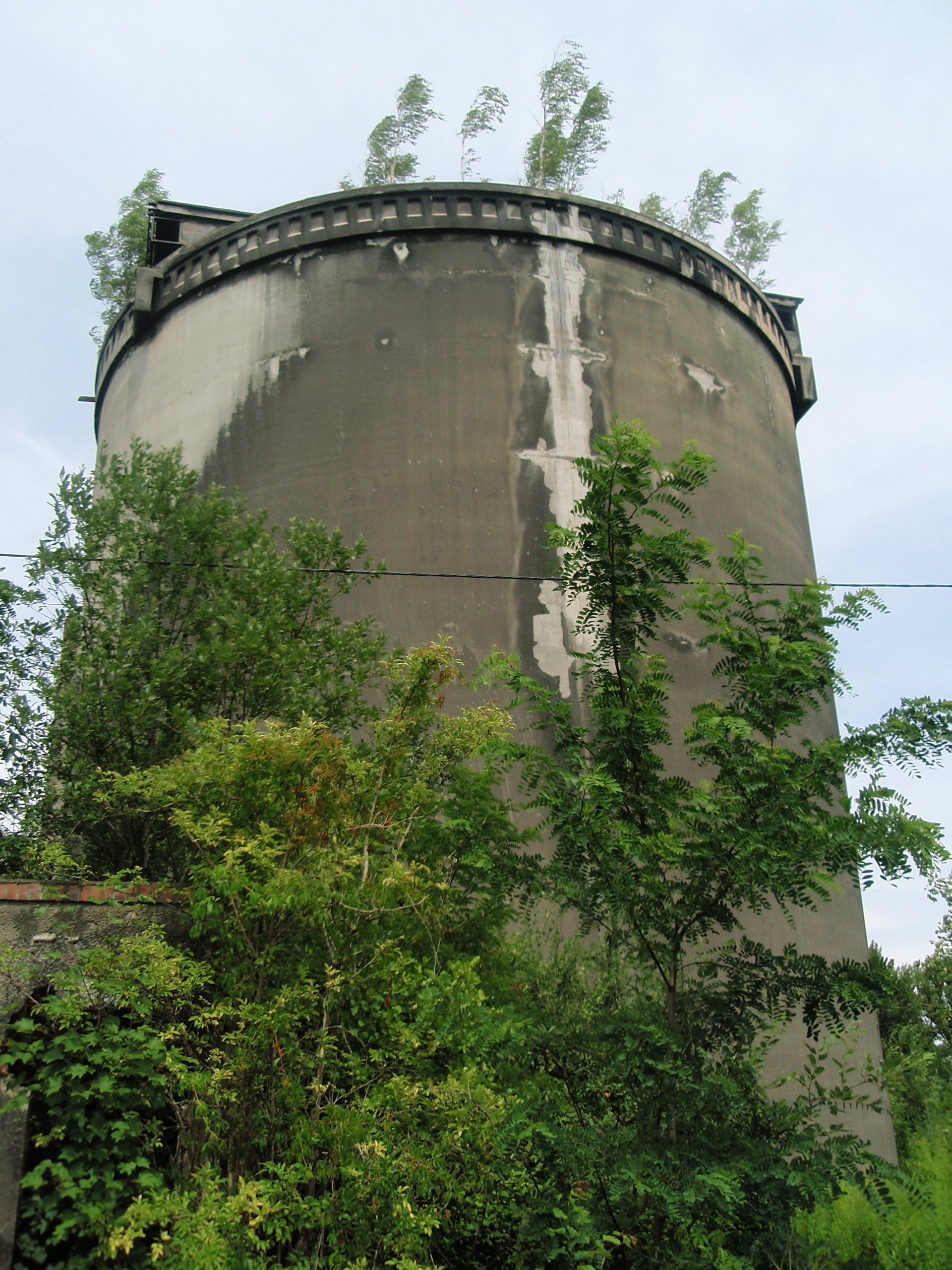